# Chapelle Notre-Dame de Séléden
La chapelle Notre-Dame de Séléden est située à Plussulien en France.

## Localisation
La chapelle est située sur la commune de Plussulien, au lieu-dit  Keramanac'h, dans le département  des Côtes-d'Armor, dans la région Bretagne.

## Description
La chapelle date du XVe siècle, elle comprend des autels du XVIIIe siècle. La porte sous le clocher est encadrée de deux contreforts. La porte latérale est à fleurons. Fenêtres à meneaux.

## Historique
La chapelle est inscrite au titre des monuments historiques par arrêté du 27 mars 1926.

## Galerie

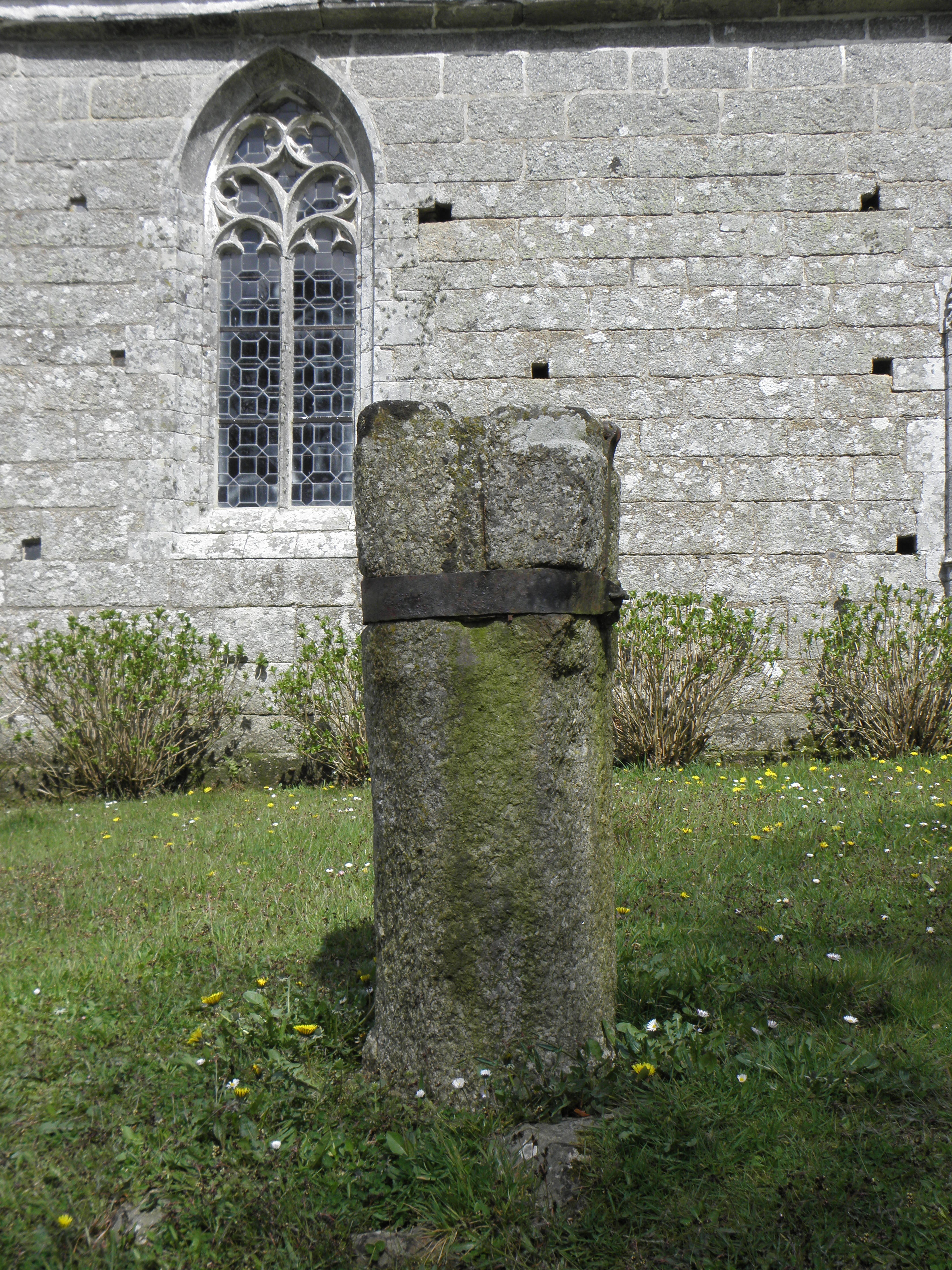
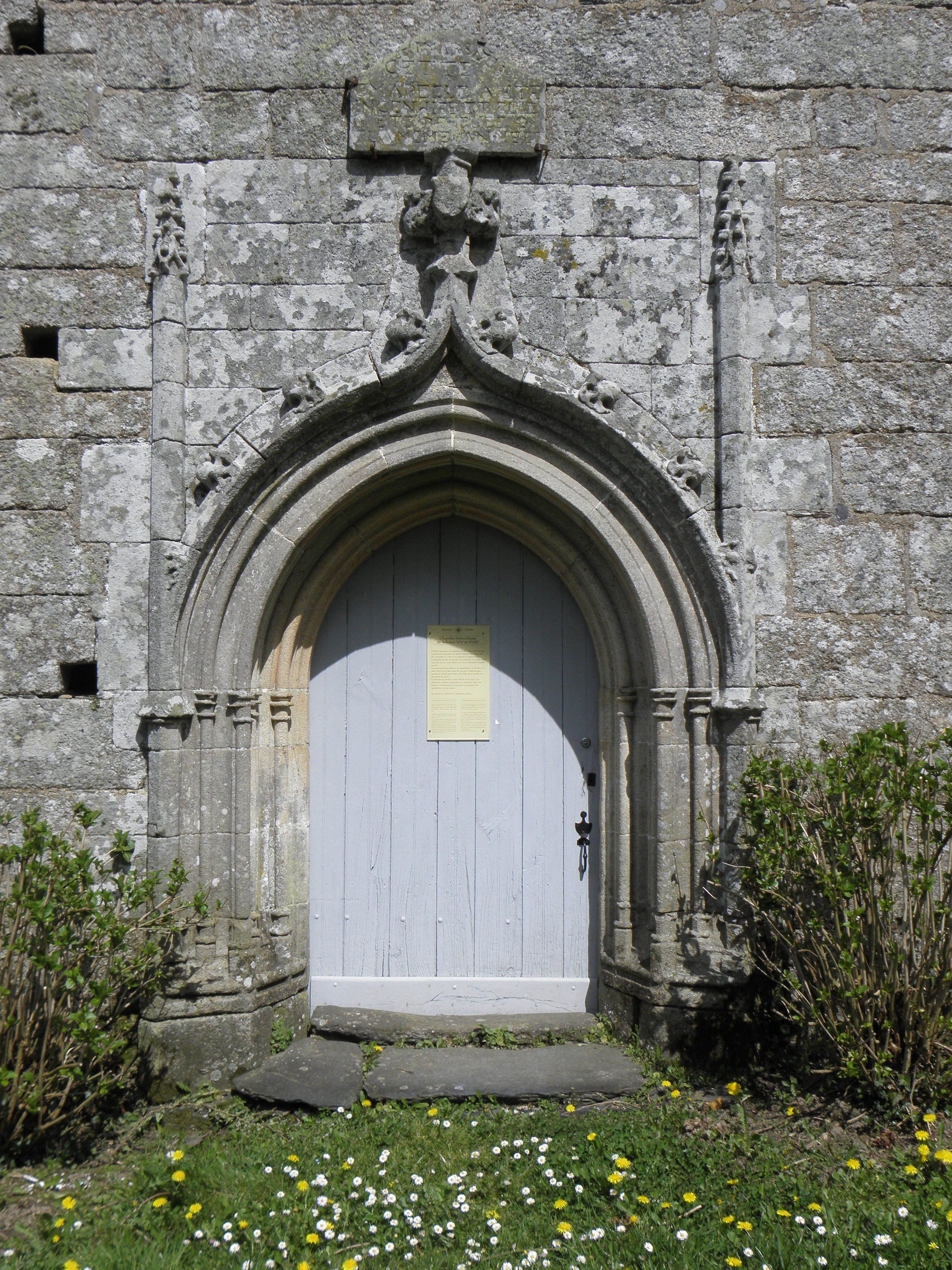
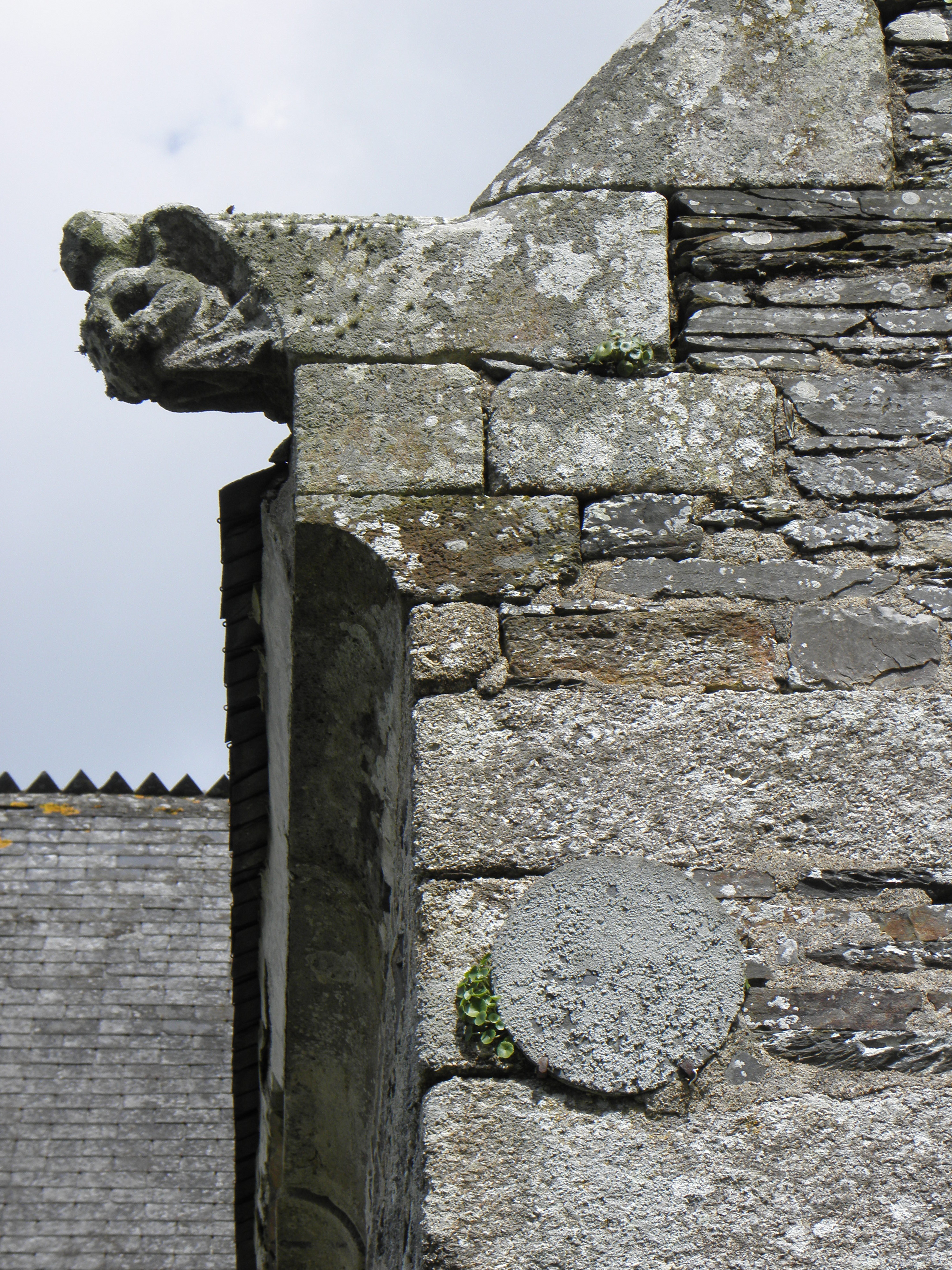